# Hortelbos
Het Hortelbos is een bos op de grens van de Belgisch-Limburgse gemeenten Heusden-Zolder en Houthalen-Helchteren.
Het Hortelbos ligt tussen de dorpen Houthalen en Lillo en wordt in het oosten en zuiden door het voormalige tramspoor - omgebouwd tot een fietssnelweg - begrensd. Het ligt in de vallei van de Mangelbeek. Een nabijgelegen natuurgebied is Op den Aenhof. De Mangelbeek en Echelbeek stromen langs het bos.
In 2012 kocht afvalintercommunale Limburg.net ongeveer acht hectare grond in het kader van het CO2-bossenproject van BOS+. Door de jaren heen - mede dankzij beplantingen door schoolkinderen - groeide het bos uit; het is uitgegroeid tot ongeveer zestien hectare groot. In de buurt van het bos opende in 2018 een bio-boerderij.

## Galerij

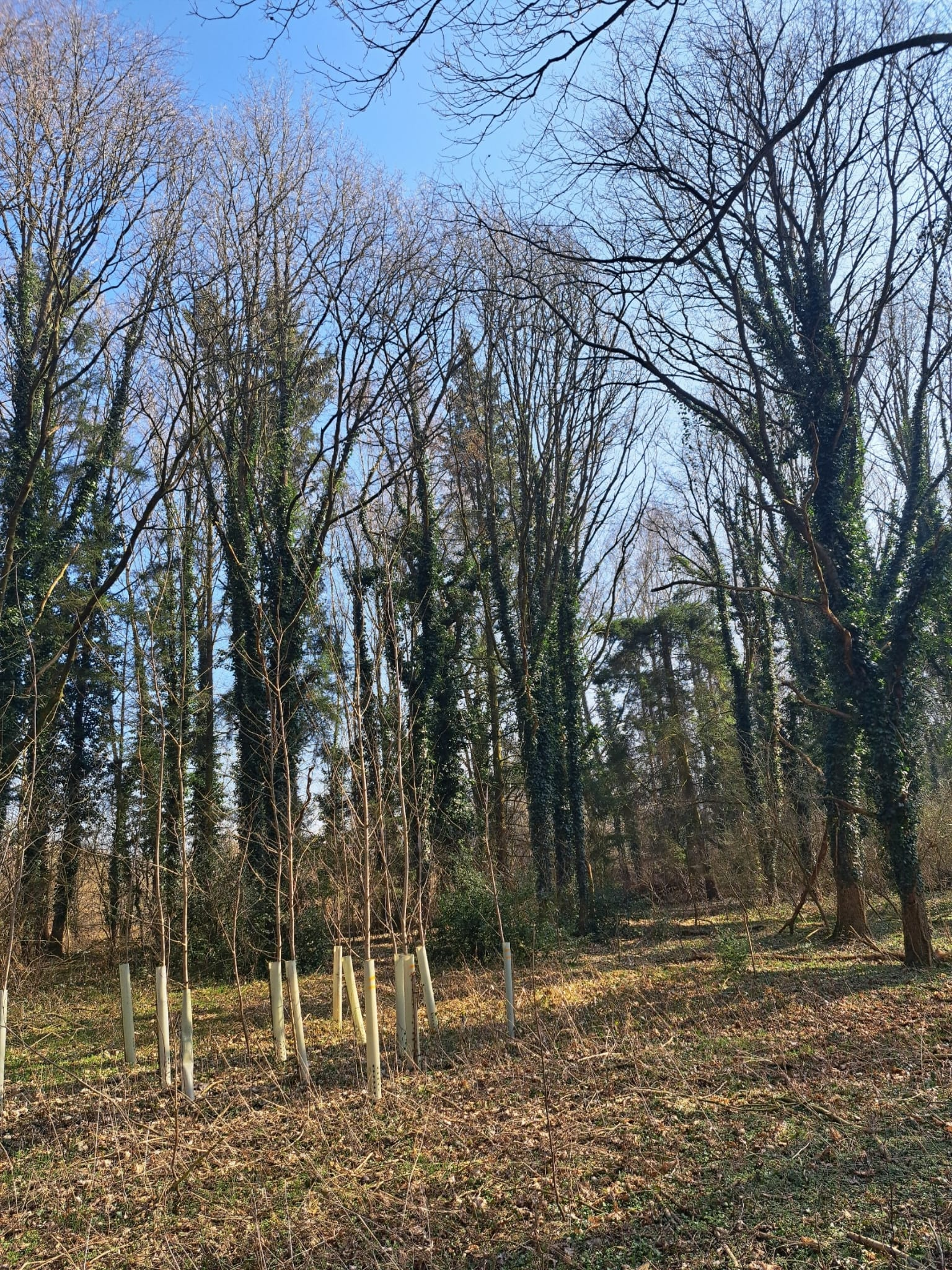
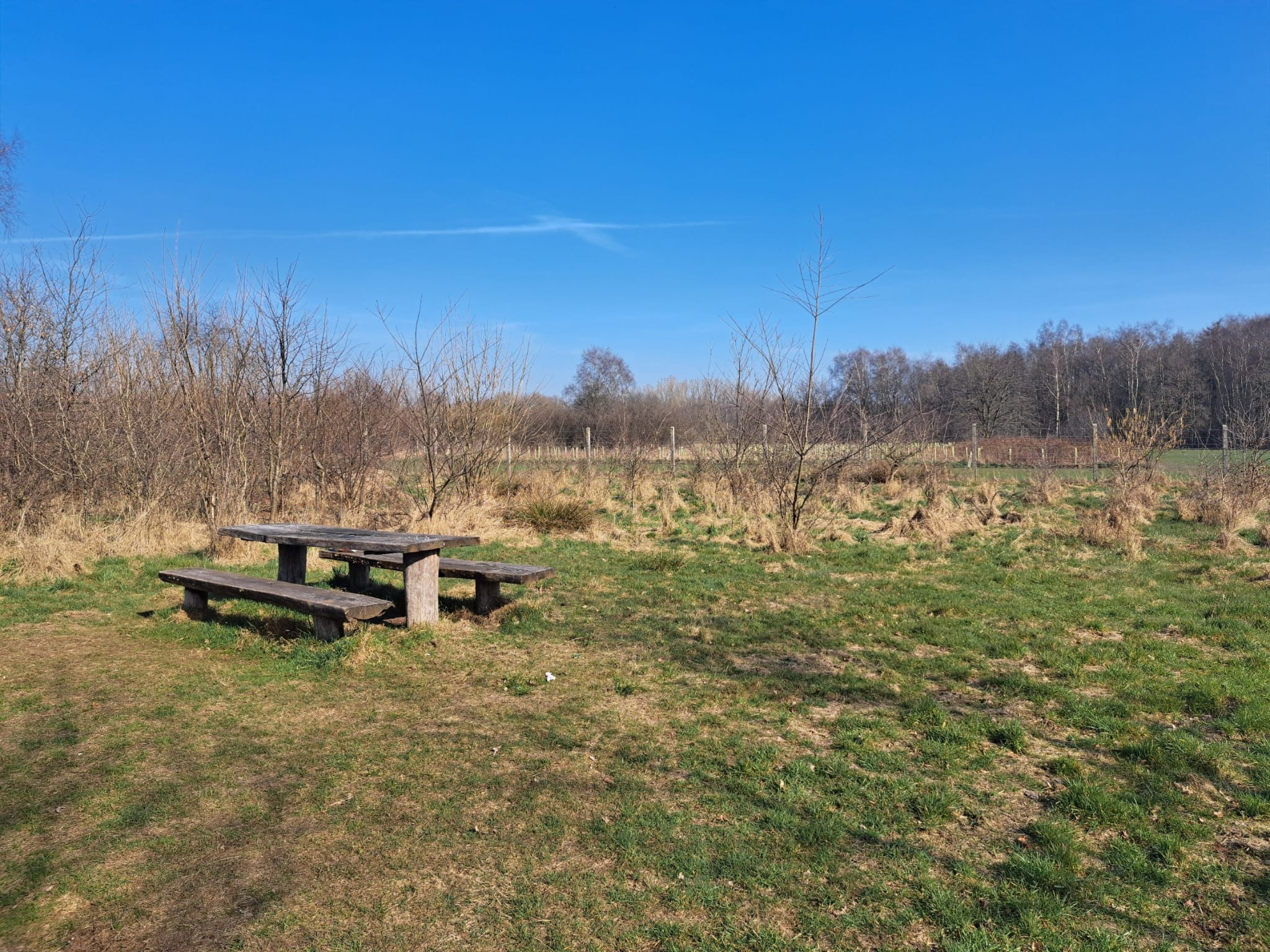
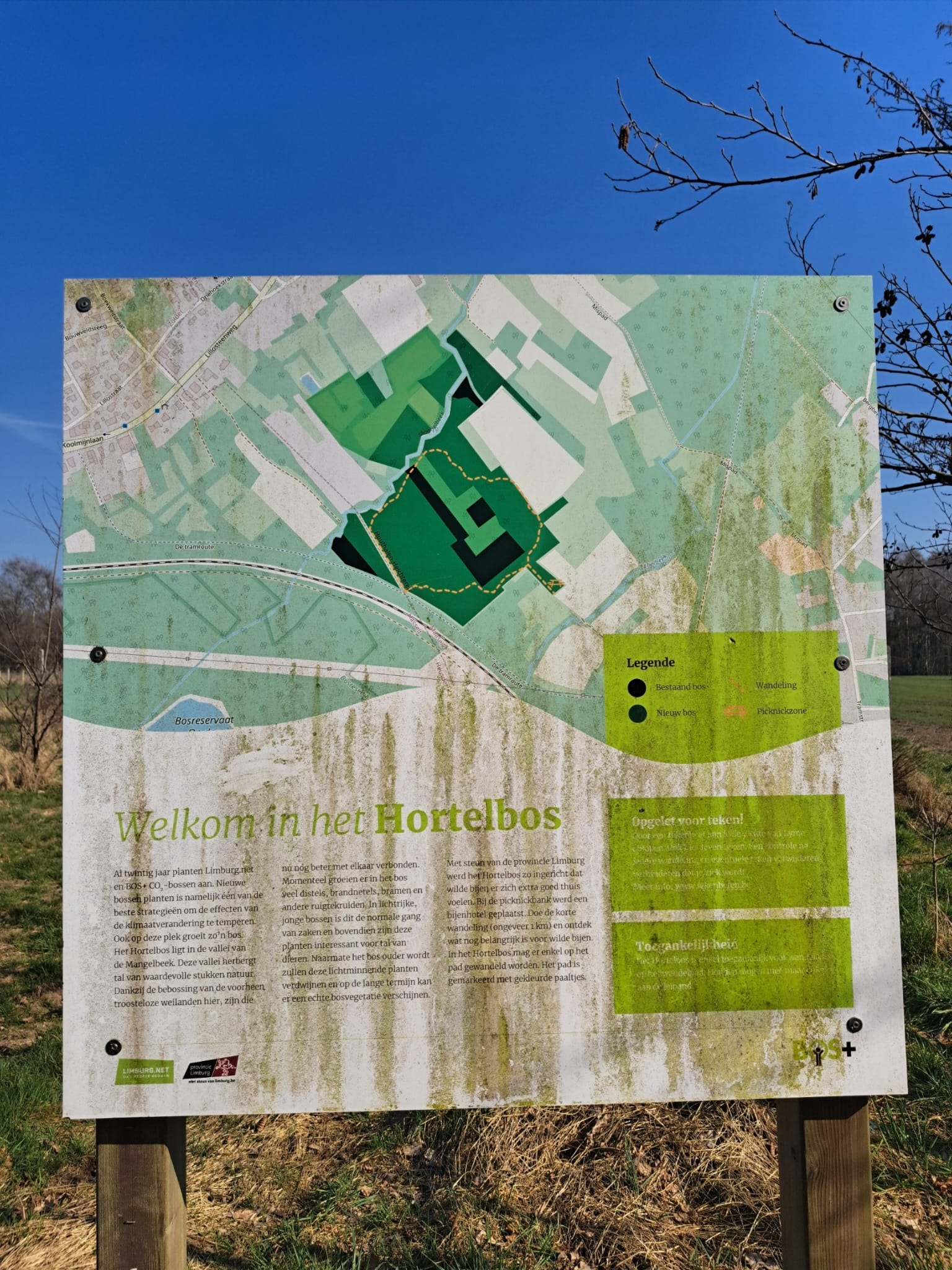
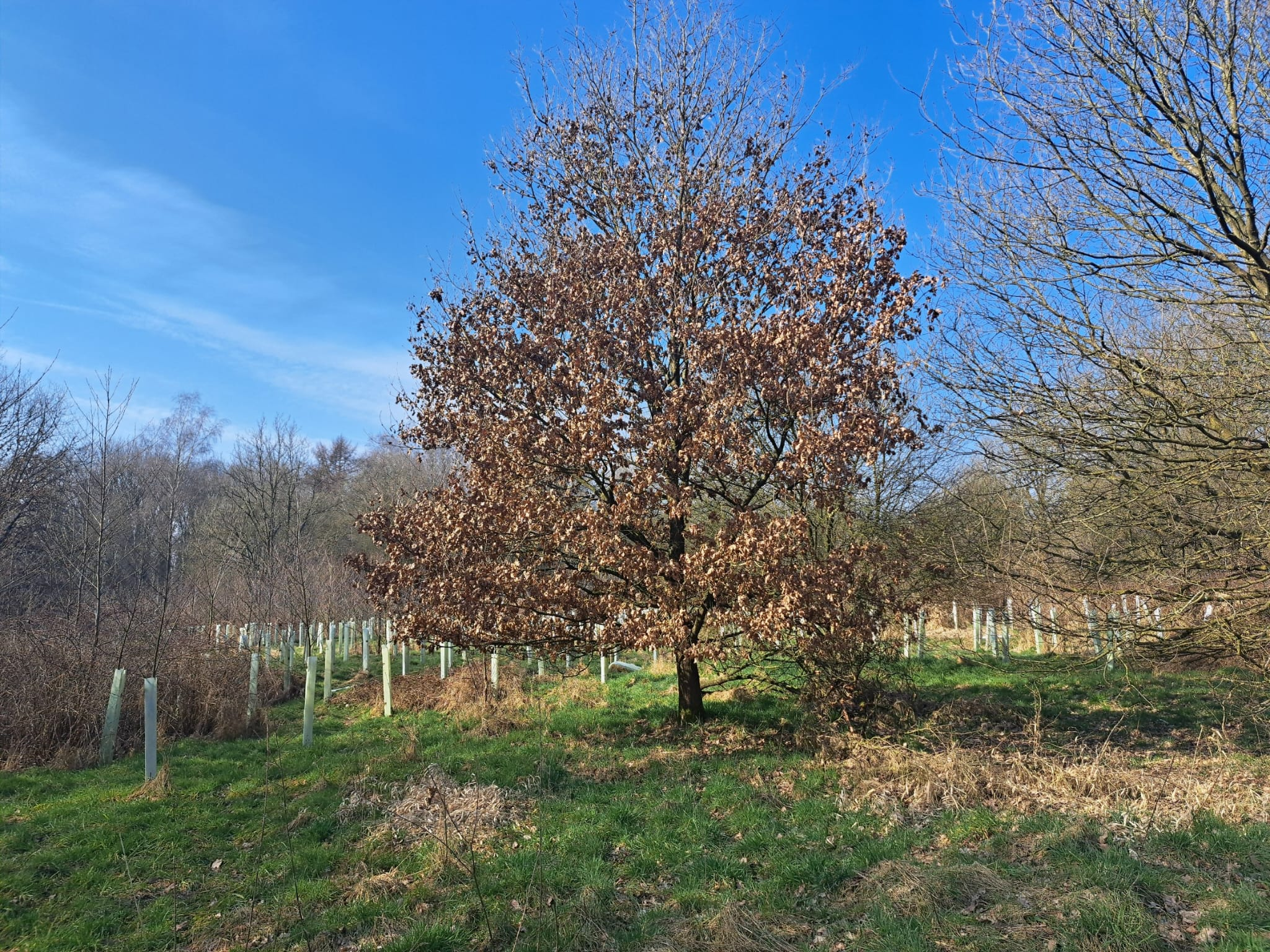